# 東西伯利亞低地
東西伯利亞低地是俄羅斯的平原，位於北極圈以北的雅庫特共和國東北端，由亞納-因迪吉爾卡低地和科雷馬低地組成，橫跨2,700公里。